# 第119飛行隊 (イスラエル空軍)
イスラエル空軍 第119飛行隊（119 Squadron） は、イスラエル航空宇宙軍の飛行隊である。別名としてバット・スコードロン（The Bat Squadron）とも呼ばれる。

## 歴史
第119飛行隊は、第二次中東戦争直前の1956年9月にテルノフ空軍基地で編成された。最初の指揮官はヨアシュ・ツィドンで、彼はイスラエル空軍での全天候戦術ドクトリンの提唱者であった。事前に2名のパイロットがイギリスに派遣され、夜間戦闘機であるグロスター・ミーティア NF.11の訓練を受けており、彼らの帰国と共にこの飛行隊が編成された。翌月、イギリスから6機の購入契約を交わしたミーティアNF.13（NF.11の輸出型）のうちの2機が第119飛行隊に到着した (第119飛行隊はイスラエル空軍でミーティアNF.13を運用した唯一の飛行隊である)。
第二次中東戦争にはこの2機のミーティアNF.13で作戦参加し、大きな戦果は挙げられなかったが、10月28日の夜にはエジプト軍のイリューシン Il-14を撃墜した。これは第119飛行隊のミーティアNF.13による唯一の撃墜記録となった。
第二次中東戦争後、イギリスが残り4機のミーティアNF.13の供給を中止する事にしたため、イスラエル空軍では夜間戦闘機の不足を補うため、フランスから複座型の全天候夜間戦闘機であるボートゥールIINを7機導入する事に決め、1957年5月に購入契約を結び、1958年3月に第119飛行隊に配備された。この後、4月にはイギリスからも残りのミーティアNF.13が供給され、こちらも併せて第119飛行隊に配備されたが、うち1機は輸送中にフランス国内で墜落し、この機の残存部品はスペアパーツとして使用された。このため第119飛行隊のミーティアNF.13は合計5機となった。
1963年になると、第119飛行隊は再編成のため一旦活動停止し、ボートゥールIINは第110飛行隊に移管されることになった。第110飛行隊は戦闘爆撃を任務とする飛行隊であったため、ボートゥールIINの夜間戦闘用レーダーは取り外され、対地用/対レーダー用攻撃機として運用されることになった。ミーティアNF.13も第119飛行隊の装備から外され、こちらはイスラエル軍から退役した。
1964年3月になって、第119飛行隊はイスラエル空軍で3番目のミラージュIIICJを運用する飛行隊として、それまでと同じテルノフ空軍基地で再編成された。単座戦闘機型のミラージュIIICJ 24機に加えて、2機の偵察型ミラージュIIICJ(R)、2機の複座型ミラージュIIIBJが配備された。
1967年6月の第三次中東戦争においては、第119飛行隊は最初の航空奇襲攻撃（フォーカス作戦）には参加せず、第2波以降の攻撃作戦でシリア軍、ヨルダン軍の拠点への攻撃をおこなった。第119飛行隊はこの戦争で、イスラエル空軍の飛行隊毎の戦果で最高となる19機の敵航空機撃墜を記録し、損失は2機であった（2機のパイロットは生還）。またこの戦いで、第119飛行隊所属のギオラ・ロムが5機の敵機を撃墜し、イスラエル空軍初のエース・パイロットとなった。
1967年から1971年にかけての消耗戦争期間にはエジプト軍、シリア軍の戦闘機との空中戦が繰り返し発生しており、計97回の空中戦が行われ、イスラエル空軍全体で合計101機の敵航空機を撃墜している。この記録の多くはミラージュIIIによるものであった。そしてイスラエル空軍の損失はわずか5機であった。
消耗戦争中の1969年9月11日に発生した空中戦では、第三次中東戦争のトップエースであるギオラ・ロムが撃墜され、その後3ヵ月間エジプト軍の捕虜となった。
またこの頃に、第119飛行隊のミラージュIIICJのうち2機が、機首部分を延長し偵察用カメラ機材を搭載した（ツニュート・ノーズと呼ばれる）偵察機に改造されている。1970年にはこの2機の特殊改造機と、2機のミラージュIIICJ(R)は第101飛行隊に移管された。
1970年の後半には、第119飛行隊はラマト・ダヴィド空軍基地でF-4E戦闘機を運用する飛行隊として再編された（この時も、この機種を運用する3番目の飛行隊となった。）。1971年には2機の偵察型RF-4Eが第119飛行隊に配備された。
1973年の第四次中東戦争、1982年のガリラヤの平和作戦における第119飛行隊の活動の詳細は伝えられていないが、他のF-4Eを運用する飛行隊と同様に作戦参加したものと思われる。また、第四次中東戦争後、第119飛行隊はラマト・ダヴィド空軍基地から古巣のテルノフ空軍基地に戻ったとみられる。1987年から1992年にかけて、第119飛行隊のF-4EはIAIによる近代化改修を受け、"クルナス2000"相当に改修された。
2004年12月28日になって、第119飛行隊は第253飛行隊に続いて、イスラエル空軍でF-16I Sufaを運用する2番目の飛行隊として再編成され拠点を南部のラモン空軍基地に移した。第119飛行隊はこの時点までF-4E"クルナス2000"の運用を続けていた最後の飛行隊であった。